# قائمة أضرحة إيران

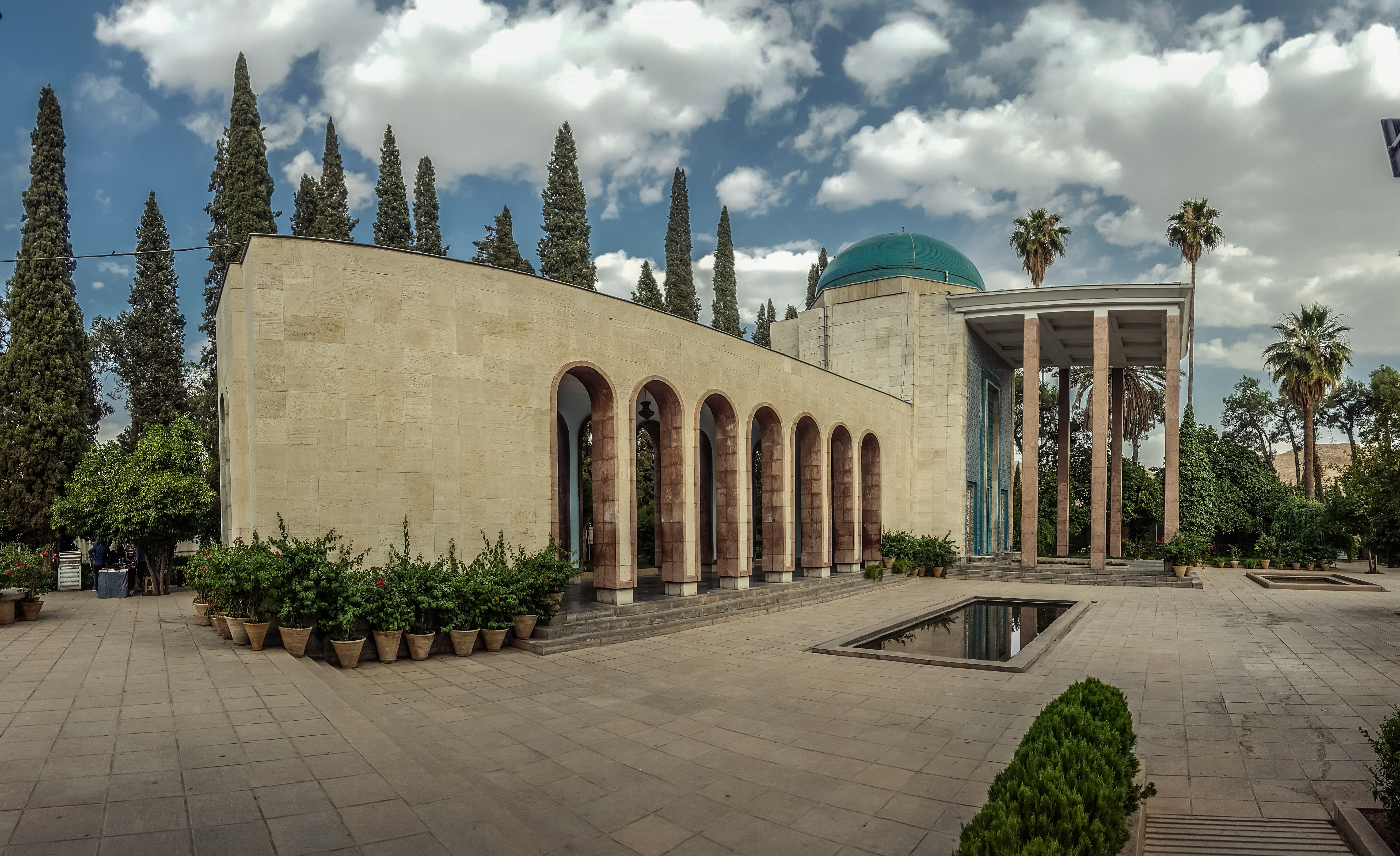
ضريح سعدي الشيرازي

الضَّرِيحُ [الجمع: ضرائح] مُشيَّدة معمارية تُبنى على قبر أحد الأشخاص تخليداً لذكراه. ويختلف المَقام عنه من ناحية أنه ليس بالضرورة أن يكون المَقام مكان دفن أو قبر بل من الممكن أن يكون مكان إقامته في يوم من الأيام أو مكان ممارسة الطقوس الدينية أو كان قد مر عليه في يوم من الأيام، ومن ثم اشتهر هذا أو ذاع بين الناس على أنه أحد مقاماتهم فيشاد على هذا المكان بناء أو مكان عبادة ديني لكي يزوره الناس.

## قائمة أضرحة جمهورية إيران
تحتوي هذه القائمة على أسماء أضرحة المنتشرة في أنحاء جمهورية إيران.

### محافظة أذربيجان الشرقية
- ضريح أوحدي المراغي
- ضريح الشاه حسين ولي
- ضريح الشيخ شهاب الدين الأهري
- ضريح الشيخ محمود شبستري
- ضريح ميربنج

### محافظة أذربيجان الغربية
- سة غنبد
- ضريح أل يعقوب
- ضريح السيد صدر الدين
- ضريح سرداران مكري
- مئذنة الشمس التبريزي

### محافظة أصفهان
- دار البطيخ (ضريح)
- ضريح أبي لؤلؤة المجوسي
- ضريح الراشد بالله
- ضريح السيد حسن واقف
- ضريح السيد فاضل
- ضريح بابا ركن الدين
- ضريح بابا قاسم
- ضريح بيربكران
- ضريح صائب التبريزي
- ضريح عباس الأول الصفوي
- مسجد ظلمات وضريح مير عماد

### محافظة أردبيل
- ضريح السيد أمين الدين جبرائيل
- ضريح الشيخ حيدر
- ضريح بير بدر الدين
- مجمع ضريح وتكية الشيخ صفي الدين

### محافظة ألبرز
- ضريح الشيخ حسين إلهي

### محافظة بوشهر
- ضريح الشيخ حسين تشاهكوتاهي
- ضريح مير محمد أهرم
- غور دختر

### محافظة طهران
- برج وضريح علاء الدين
- ضريح أغا الشيخ هادي نجم‌ أبادي
- ضريح ابن بابوية
- ضريح الشاه رضا
- ضريح الشيخ عبد الله طرشتي
- ضريح بيبي شهربانو
- ضريح بير أستير
- ضريح بير عطا
- ضريح جوانمرد قصاب
- ضريح روح الله الخميني
- ضريح سر قبر أغا
- ضريح شاهزادة غرجي

### محافظة خراسان الشمالية
- ضريح أدكان
- ضريح الشيخ أحمد ذاكرغورباني
- ضريح الشيخ أندقاني
- ضريح الشيخ محمد رشيد الدين بيدوازي
- ضريح بابا قدرت

## معرض الصور

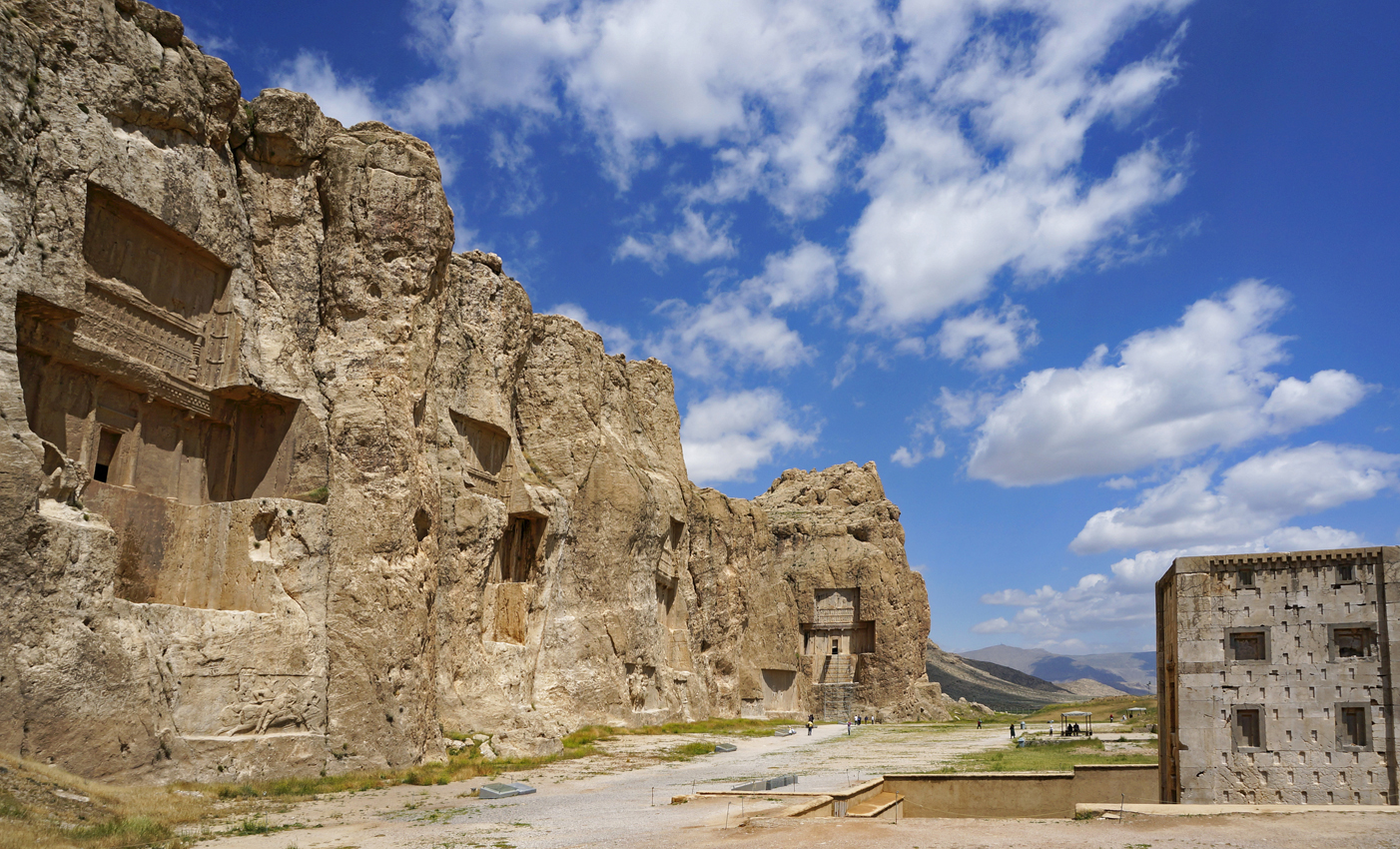
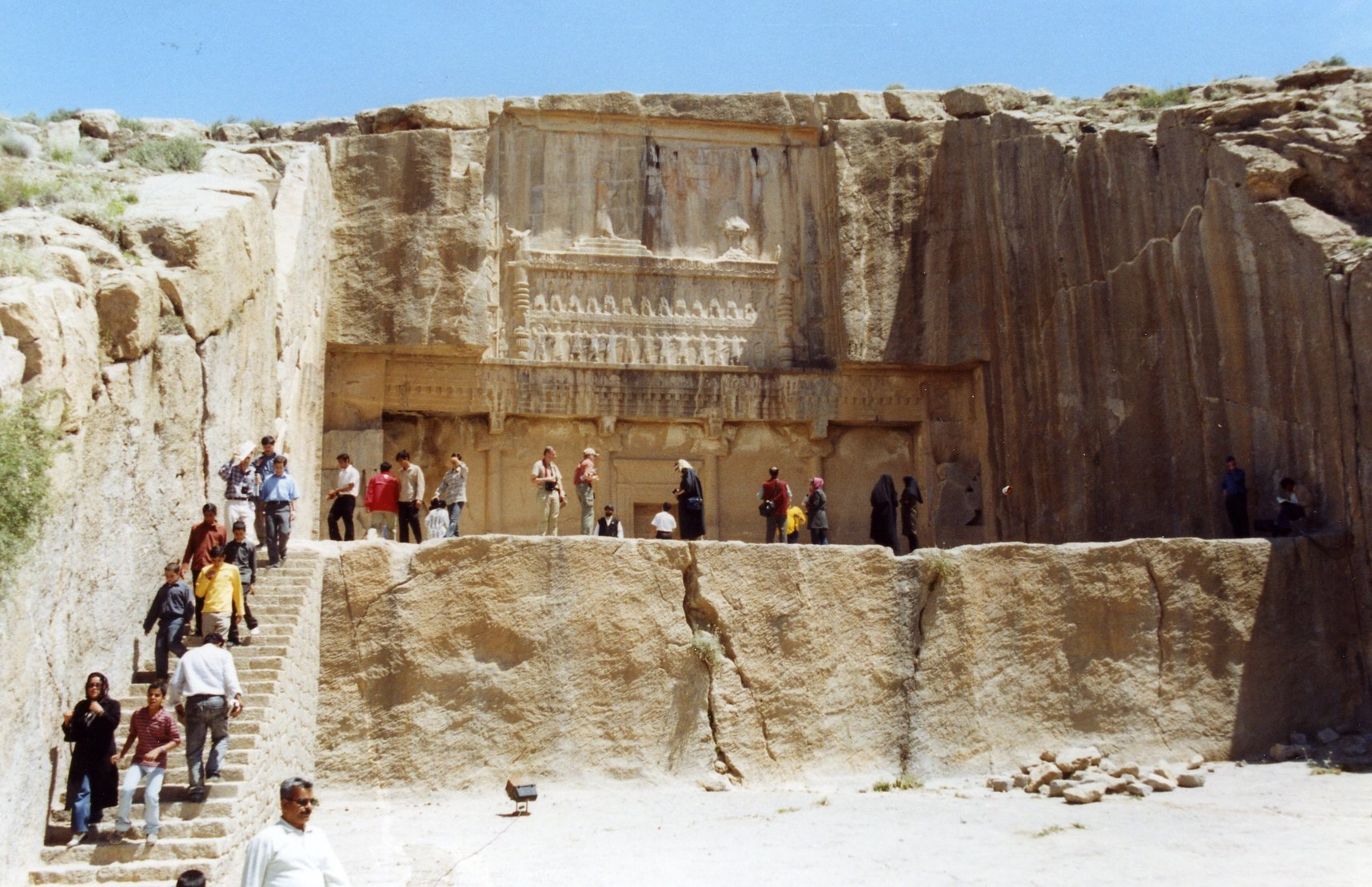
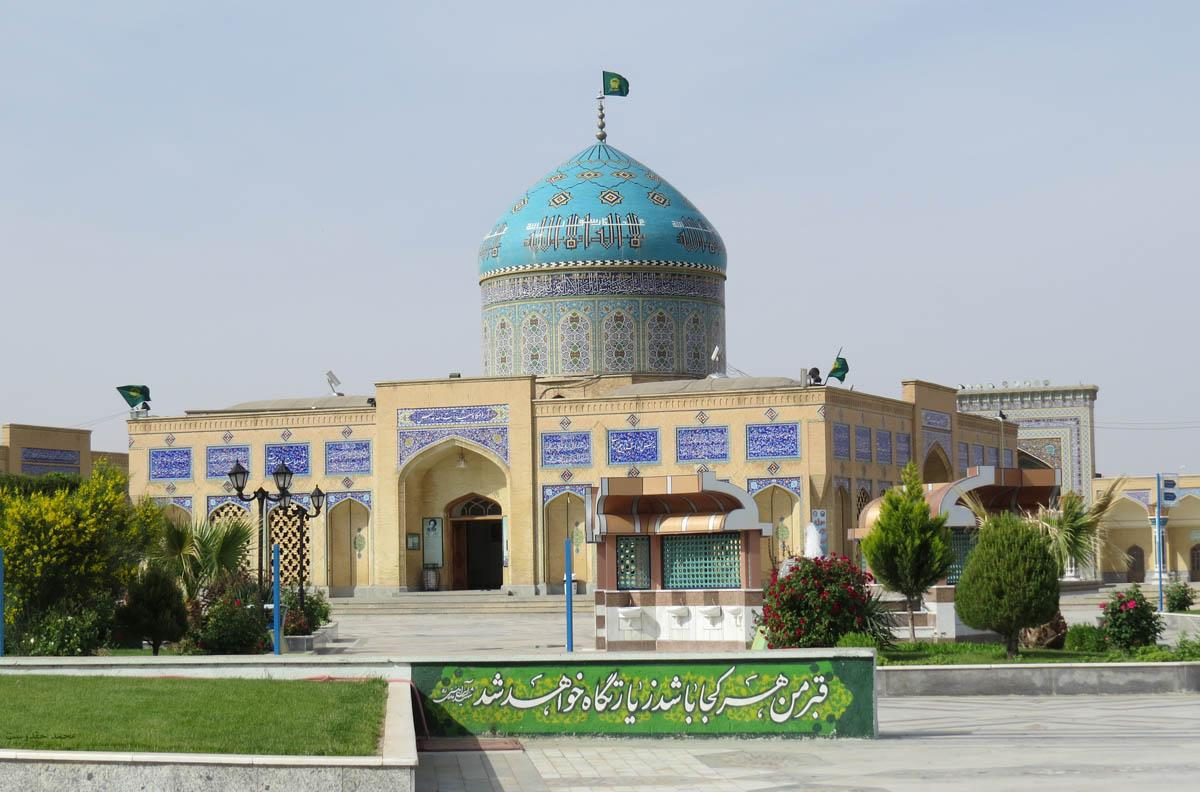
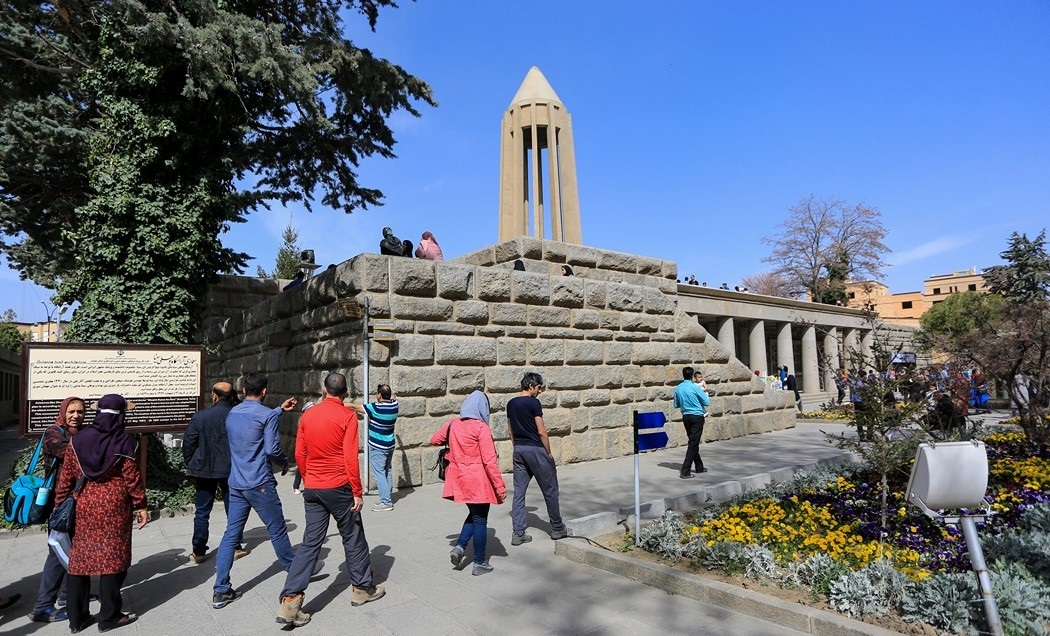
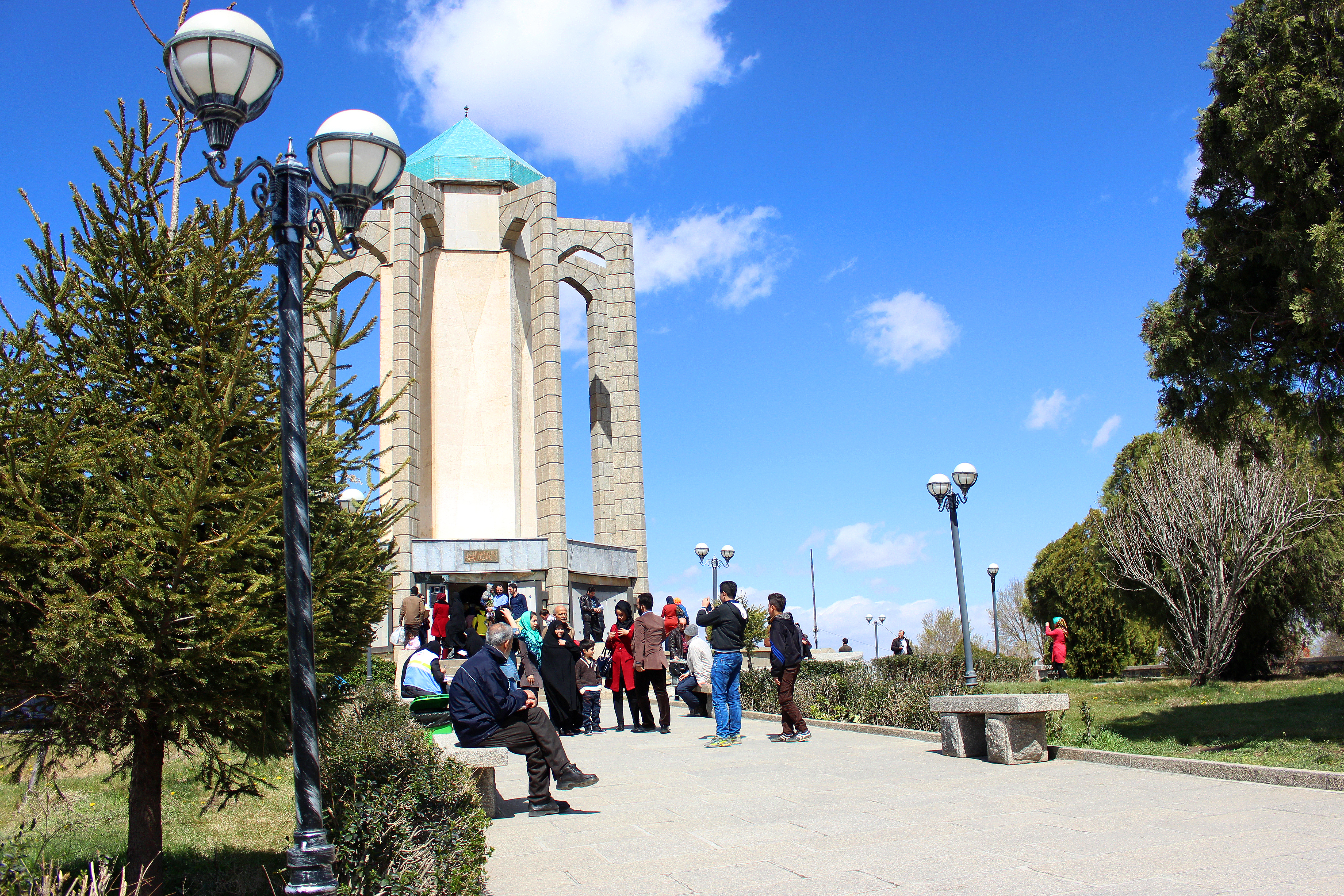
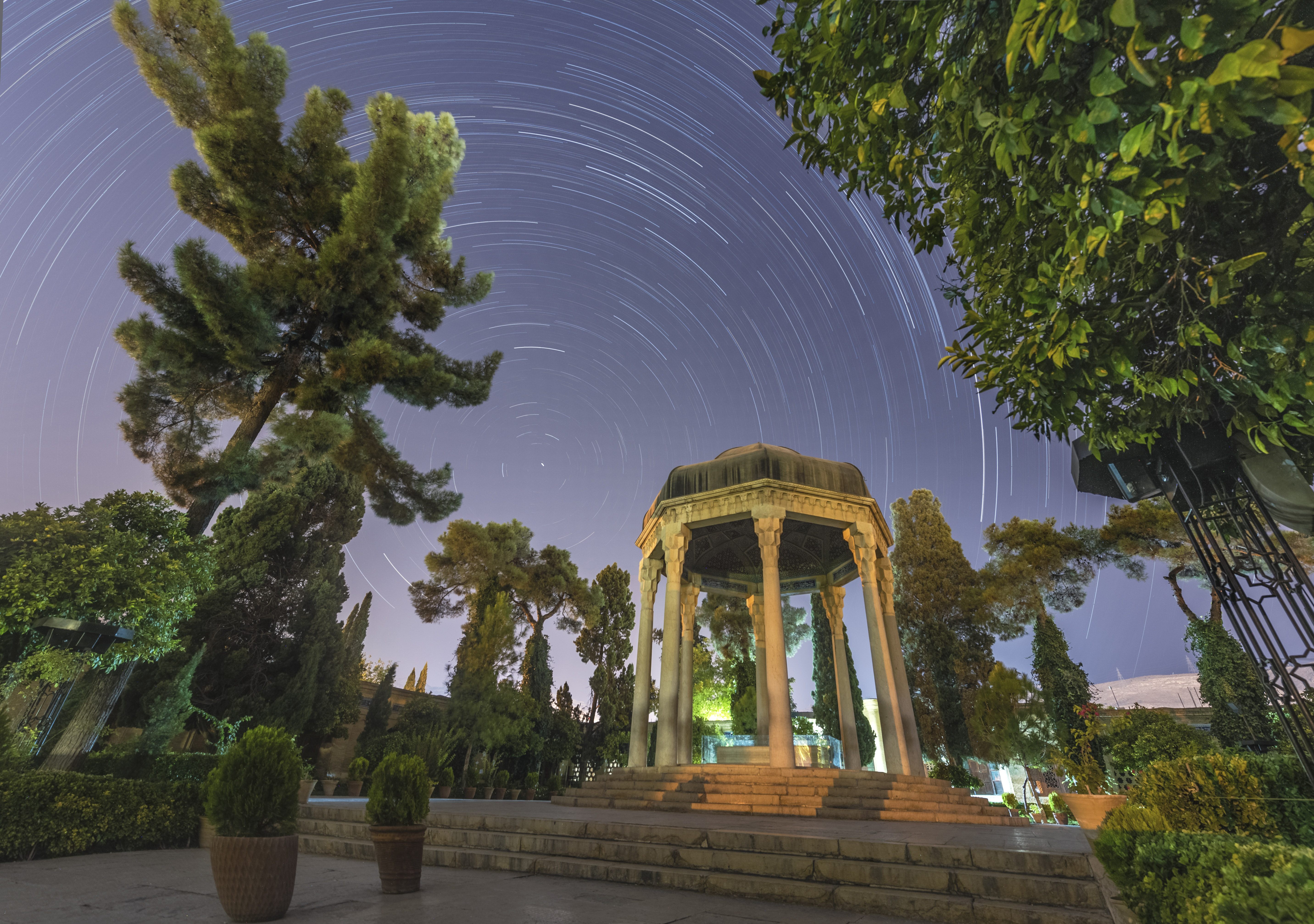
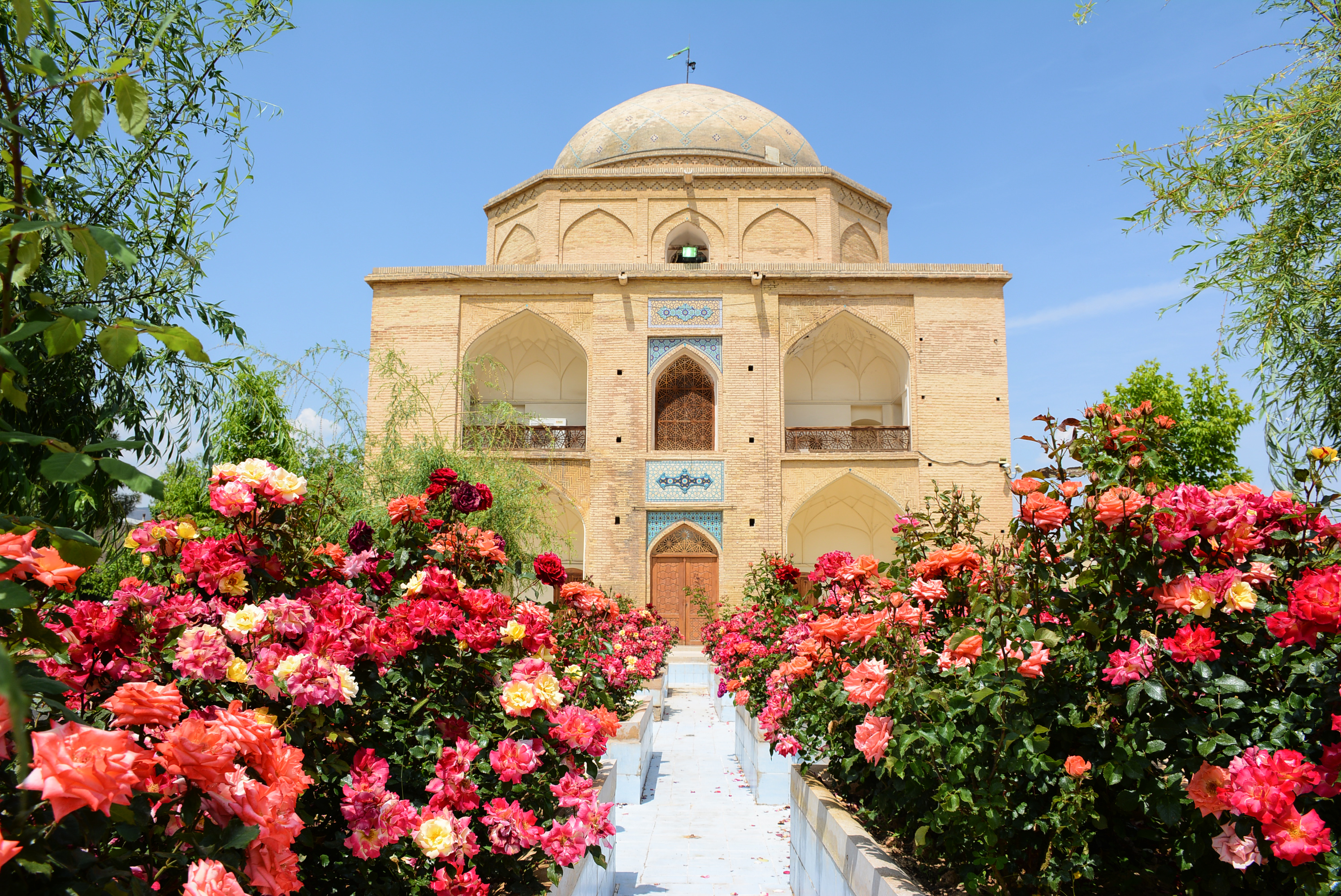

### محافظة خراسان الرضوي
- الحضرة الرضوية
- ضريح أبو الحسن زيد بيهقي
- ضريح أبو عثمان سعيد مغربي
- ضريح أرسلان جاذب
- ضريح إفتخار التجار
- ضريح الربيع بن خثيم
- ضريح السيد إسماعيل نبوي
- ضريح الشاه قاسم أنوار
- ضريح الشيخ أحمد جامي
- ضريح العطار
- ضريح العلامة شهرستاني
- ضريح الفردوسي
- ضريح الملا هادي السبزواري
- ضريح بابا لقمان
- ضريح بقراط
- ضريح بير بالاندوز
- ضريح حسن المدرس
- ضريح حيدر يغما
- ضريح رزمغاه
- ضريح عبدل أباد
- ضريح عمر الخيام
- ضريح فضل بن شاذان
- ضريح كمال الملك
- ضريح موسى فقيه سبزواري
- ضريح مولانا زين الدين أبوكرتاي
- ضريح ميرزا أمين التجار مشهدي
- ضريح نادر شاه
- ضريح هارون الرشيد
- ضريح يعزى إلى أبو سعيد أبو الخير
- قبر بشت بنجة بدر
- قبر بشت بنجة بسر
- قبر بي أبة
- قبر بير قوجد
- قبر ومسجد قطب الدين حيدر
- قدمكاه حضرة علي

### محافظة خراسان الجنوبي
- ضريح ابن حسام خوسفي
- ضريح الشيخ أبو المفاخر
- ضريح حكيم نزاري
- ضريح ميرزا ها

### محافظة خوزستان
- ضريح السيد صبور
- ضريح رود بند
- ضريح شعيب النبي
- ضريح ومقبرة محمود علي
- ضريح يعقوب بن الليث الصفار
- مقام النبي دانيال (إيران)
- مقبرة وضريح بابا يوسف

### محافظة سمنان
- برج كاشانة بسطام
- ضريح أبو الحسن الخرقاني
- ضريح بير علمدار
- ضريح بير نجم الدين
- ضريح تشهل دختران (دامغان)

### محافظة فارس
- ضريح أرتحششتا الأول
- ضريح أردشير الثالث الأخميني
- ضريح السيد داود فهلوي
- ضريح السيد علاء الدين حسين
- ضريح الشيخ كبير محمد روزبهان
- ضريح الشيخ يوسف سروستاني
- ضريح العلامة دواني
- ضريح بابا كوهي
- ضريح بيبي دتشتران
- ضريح خشايارشا الأول
- ضريح دارا الأول
- ضريح دارا الثاني
- ضريح كورش الكبير
- ضريح وخانقاه الشيخ أبو إسحق
- ضريح وقلعة جاماسب حكيم
- ضريح حافظ الشيرازي
- ضريح سعدي الشيرازي

### محافظة لرستان
- ضريح بابا طاهر (خرم أباد)

### محافظة قزوين
- ضريح حمد الله مستوفي
- أبراج خراقان
- بيغمبرية
- مقبرة سلطان ويس

### محافظة قم
- شاهزادة إبراهيم
- ضريح الشيخ أبا صلت
- ضريح بيبي شريفة خاتون نويس
- ضريح زينب خاتون
- ضريح سكينة خاتون
- ضريح علي بن بابويه قمي

### محافظة كرمان
- ضريح الشاه فيروز
- ضريح الشيخ عبد السلام
- ضريح خواجة أتابك
- ضريح شاهزادة حسين (جوبار)
- ضريح نعمة الله ولي

### محافظة كرمانشاه
- ضريح أبو دجانة
- ضريح بابا يادغار

### محافظة مازندران
- برج هشتل
- ضريح أغا الشاه بالو زاهد
- ضريح الملا محمد شهر أشوب
- ضريح خضر
- ضريح درويش علم بازي
- ضريح سلطان محمد طاهر
- ضريح محمد قريشي غزنك
- ضريح مير حيد الآملي
- ضريح ناصر الحق
- ضريح ومرقد السيد محمد زرين نوا

### محافظة مركزي
- ضريح أغا نور الدين عراقي
- ضريح الشاه غريب
- ضريح الشاه قلندر
- ضريح بير مراد أباد
- ضريح زاهد شير

### محافظة غلستان
- ضريح مخدوم قلي

### محافظة غیلان
- ضريح أمير الشهيد
- ضريح أغا السيد حسين لنغرود
- ضريح الشيخ زاهد الجيلاني
- ضريح بير علي
- ضريح كاشف السلطنة
- ضريح ميرزا كوتشك

### محافظة همدان
- برج وضريح بابا حسين
- ضريح ابن سينا
- ضريح بابا طاهر (همدان)
- ضريح حبقوق النبي
- ضريح مير رضي الدين أرتيماني

### محافظة هرمزغان
- دوكنبدان
- ضريح السيد مظفر
- ضريح سيد محمد سيد منصور
- ضريح سيد مظفر سيد منصور
- ضريح شيخ احمد شيخ راشد المدني

### محافظة يزد
- ضريح السيد ركن الدين
- ضريح السيد غل سرخ
- ضريح تشهل دختران (تفت)
- ضريح سردار مفخم

### محافظة زنجان
- ضريح الملا حسن كاشي